# D’Angelo & Antenucci-Nippo/Saison 2011
Dieser Artikel listet Erfolge und Mannschaft des Radsportteams D’Angelo & Antenucci-Nippo in der Saison 2011 auf.

## Erfolge in der UCI Africa Tour
Bei den Rennen der UCI Africa Tour im Jahr 2011 gelangen dem Team nachstehende Erfolge.
| Datum       | Rennen                         | Kat. | Fahrer              |
| ----------- | ------------------------------ | ---- | ------------------- |
| 23. Februar | 4. Etappe Tour of South Africa | 2.2  | Davide Torosantucci |
| 24. Februar | 5. Etappe Tour of South Africa | 2.2  | Bernardo Riccio     |
| 26. Februar | 7. Etappe Tour of South Africa | 2.2  | Bernardo Riccio     |

## Erfolge in der UCI America Tour
Bei den Rennen der UCI America Tour im Jahr 2011 gelangen dem Team nachstehende Erfolge.
| Datum      | Rennen                     | Kat. | Fahrer               |
| ---------- | -------------------------- | ---- | -------------------- |
| 22. Januar | 6. Etappe Tour de San Luis | 2.1  | Miguel Ángel Rubiano |

## Erfolge in der UCI Asia Tour
Bei den Rennen der UCI Asia Tour im Jahr 2011 gelangen dem Team nachstehende Erfolge.
| Datum             | Rennen                         | Kat. | Fahrer               |
| ----------------- | ------------------------------ | ---- | -------------------- |
| 26. Mai           | Prolog Tour de Kumano          | 2.2  | Maximiliano Richeze  |
| 28. Mai           | 2. Etappe Tour de Kumano       | 2.2  | Fortunato Baliani    |
| 26.–29. Mai       | Gesamtwertung Tour de Kumano   | 2.2  | Fortunato Baliani    |
| 18. September     | 3. Etappe Tour de Hokkaidō     | 2.2  | Jun’ya Sano          |
| 19. September     | 4. Etappe Tour de Hokkaido     | 2.2  | Miguel Ángel Rubiano |
| 16.–19. September | Gesamtwertung Tour de Hokkaido | 2.2  | Miguel Ángel Rubiano |

## Erfolge in der UCI Europe Tour
Bei den Rennen der UCI Europe Tour im Jahr 2011 gelangen dem Team nachstehende Erfolge.
| Datum        | Rennen                       | Kat. | Fahrer               |
| ------------ | ---------------------------- | ---- | -------------------- |
| 4. Juni      | 1. Etappe Slowakei-Rundfahrt | 2.2  | Maximiliano Richeze  |
| 6. Juni      | 3. Etappe Slowakei-Rundfahrt | 2.2  | Miguel Ángel Rubiano |
| 9. Juni      | 6. Etappe Slowakei-Rundfahrt | 2.2  | Maximiliano Richeze  |
| 10. Juni     | 7. Etappe Slowakei-Rundfahrt | 2.2  | Maximiliano Richeze  |
| 20.–24. Juli | Gesamtwertung Brixia Tour    | 2.1  | Fortunato Baliani    |

## Abgänge – Zugänge
| Zugänge                      | Team 2010              | Abgänge            | Team 2011            |
| ---------------------------- | ---------------------- | ------------------ | -------------------- |
| Danilo Andrenacci            | CDC-Cavaliere          | Daniele Callegarin | Team Type 1-Sanofi   |
| Miguel Ángel Rubiano         | Meridiana Kamen Team   | Domenico Agosta    | Meridiana Kamen Team |
| Fortunato Baliani            | Miche                  | Luca Zanasca       | WIT                  |
| Simone Campagnaro            | Miche                  | Davide Bonucelli   | Unbekannt            |
| Masaaki Kikuchi              | Team Nippo             | Davide D’Angelo    | Unbekannt            |
| Jun’ya Sano                  | Team Nippo             | Marko Dimić        | Unbekannt            |
| Ryōhei Komori                | Trek Livestrong (2009) | Miloš Kovalacević  | Unbekannt            |
| Maximiliano Richeze          | Dopingsperre           | Domenico Loria     | Unbekannt            |
| Henry Frusto                 | Neoprofi               | Eugenio Loria      | Unbekannt            |
| Alexander Sdanow             | Neoprofi               | Jovan Pavlović     | Unbekannt            |
| Kōhei Uchima                 | Neoprofi               | Damjan Stanković   | Unbekannt            |
| Manuel Fedele (ab 1. August) | Neoprofi               |                    |                      |

## Mannschaft
| Name                 | Geburtstag         | Nationalität |
| -------------------- | ------------------ | ------------ |
| Danilo Andrenacci    | 7. Februar 1978    | Italien      |
| Luca Ascani          | 29. Juni 1983      | Italien      |
| Fortunato Baliani    | 6. Juli 1974       | Italien      |
| Simone Campagnaro    | 31. Mai 1986       | Italien      |
| Manuel Fedele        | 3. Oktober 1986    | Italien      |
| Henry Frusto         | 14. April 1986     | Italien      |
| Masaaki Kikuchi      | 9. April 1986      | Japan        |
| Ryōhei Komori        | 26. September 1988 | Japan        |
| Giuseppe Muraglia    | 3. August 1979     | Italien      |
| Bernardo Riccio      | 21. März 1985      | Italien      |
| Maximiliano Richeze  | 7. März 1983       | Argentinien  |
| Miguel Ángel Rubiano | 3. Oktober 1984    | Kolumbien    |
| Jun’ya Sano          | 9. Januar 1982     | Japan        |
| Alexander Sdanow     | 18. Januar 1985    | Russland     |
| Davide Torosantucci  | 3. November 1981   | Italien      |
| Kōhei Uchima         | 8. November 1988   | Japan        |

## Platzierungen in UCI-Ranglisten
UCI Africa Tour 2011
|      | Fahrer              | Punkte |
| ---- | ------------------- | ------ |
| 79.  | Bernardo Riccio     | 16     |
| 129. | Davide Torosantucci | 8      |

UCI America Tour 2011
|      | Fahrer               | Punkte |
| ---- | -------------------- | ------ |
| 72.  | Miguel Ángel Rubiano | 36     |
| 135. | Maximiliano Richeze  | 19     |
| 300. | Fortunato Baliani    | 7      |
| 326. | Bernardo Riccio      | 5      |

UCI Asia Tour 2011
|      | Fahrer               | Punkte |
| ---- | -------------------- | ------ |
| 34.  | Miguel Ángel Rubiano | 83     |
| 45.  | Jun’ya Sano          | 68     |
| 52.  | Fortunato Baliani    | 56     |
| 81.  | Maximiliano Richeze  | 38     |
| 148. | Simone Campagnaro    | 16     |
| 283. | Bernardo Riccio      | 5      |

UCI Europe Tour 2011
|       | Fahrer               | Punkte |
| ----- | -------------------- | ------ |
| 28.   | Fortunato Baliani    | 248    |
| 33.   | Miguel Ángel Rubiano | 227    |
| 133.  | Maximiliano Richeze  | 107    |
| 133.  | Luca Ascani          | 107    |
| 352.  | Bernardo Riccio      | 45     |
| 539.  | Giuseppe Muraglia    | 26     |
| 963.  | Davide Torosantucci  | 7      |
| 1139. | Danilo Andrenacci    | 3      |